# 基督战争

基督军士兵使用的旗帜的现代重制版，内容和Cristo Rey（耶稣君王）与瓜达卢佩圣母有关

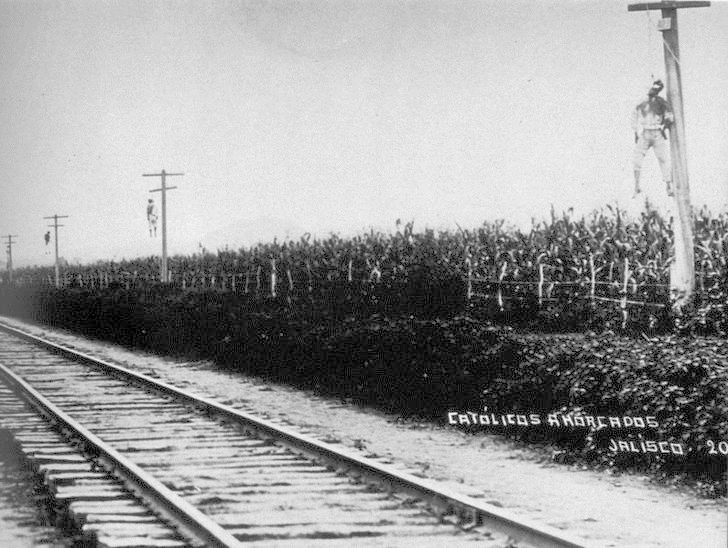
在墨西哥哈利斯科州，基督抵抗军被吊在电线杆下尸体会一直被挂着直到村落或城镇宣布放弃公共宗教活动为止

基督战争（英語：Cristero War）是一场反抗墨西哥政府施行1917年宪法中世俗主义、反天主教、反教权主义的大规模抗争，在1926-1929年發生。
墨西哥革命後，墨西哥总统普鲁塔尔科·埃利亚斯·卡列斯提交的1917年宪法，其目的为反对天主教会及其子组织，此举因卡列斯的无神论主义和共济会思想而掀起，但是宪法的执行引发了这场基于西部墨西哥的反抗运动。
墨西哥革命是墨西哥史上最大的反抗运动。它基于农民对土地和社会正义的巨大需求。天主教会小心行事，并不支持这个时常威胁许多墨西哥人财产权的革命。然而，卡列斯政府感到此事关系到私人财产、公共教育和社会改革的革命正被教会威胁着。宪法设立了反教权的章程来解决教会有大众影响力的问题，从而开始了十年之久，致使数千人死亡的对天主教基督徒的迫害行为。
墨西哥公民经过一段时间的和平抵制后，1926年发生了若干小规模冲突。暴力抵抗于1927年开始。反抗者自称为“基督军”（Cristeros），以“基督君王”（Cristo Rey）借用了耶稣的名义。这场抵抗中的妇女和神父同样出名，妇女们帮助反抗军走私枪和弹药，一些神父则被当众折磨和杀害（后来被教宗若望保禄二世封圣）。这场抵抗最终因通过美国驻墨西哥大使Dwight Whitney Morrow的外交手段和哥伦布骑士会的经济救助和帮助而平息。
抵抗引起了教宗庇护十一世的注意，他在1925和1937年间发布了一系列教宗通谕。1925年12月11日，教宗发布了Quas Primas通谕，成立基督普世君王节。1926年11月18日，他发布了Iniquis Afflictisque通谕，谴责了墨西哥暴力的反教权迫害。尽管政府对教会作出承诺，它仍然继续对教会和人民的迫害。1932年9月29日，庇护教宗发出Acerba Animi通谕予以回应。随着迫害的继续，1937年3月28日他又接连地发出了第三封通谕Firmissimam Constantiam （页面存档备份，存于）并且表示了他对“不虔和堕落的学校”的反对态度，同时给予墨西哥天主教行动「全大赦」（plenary indulgence）以表示教宗的支持。

## 1917年墨西哥宪法

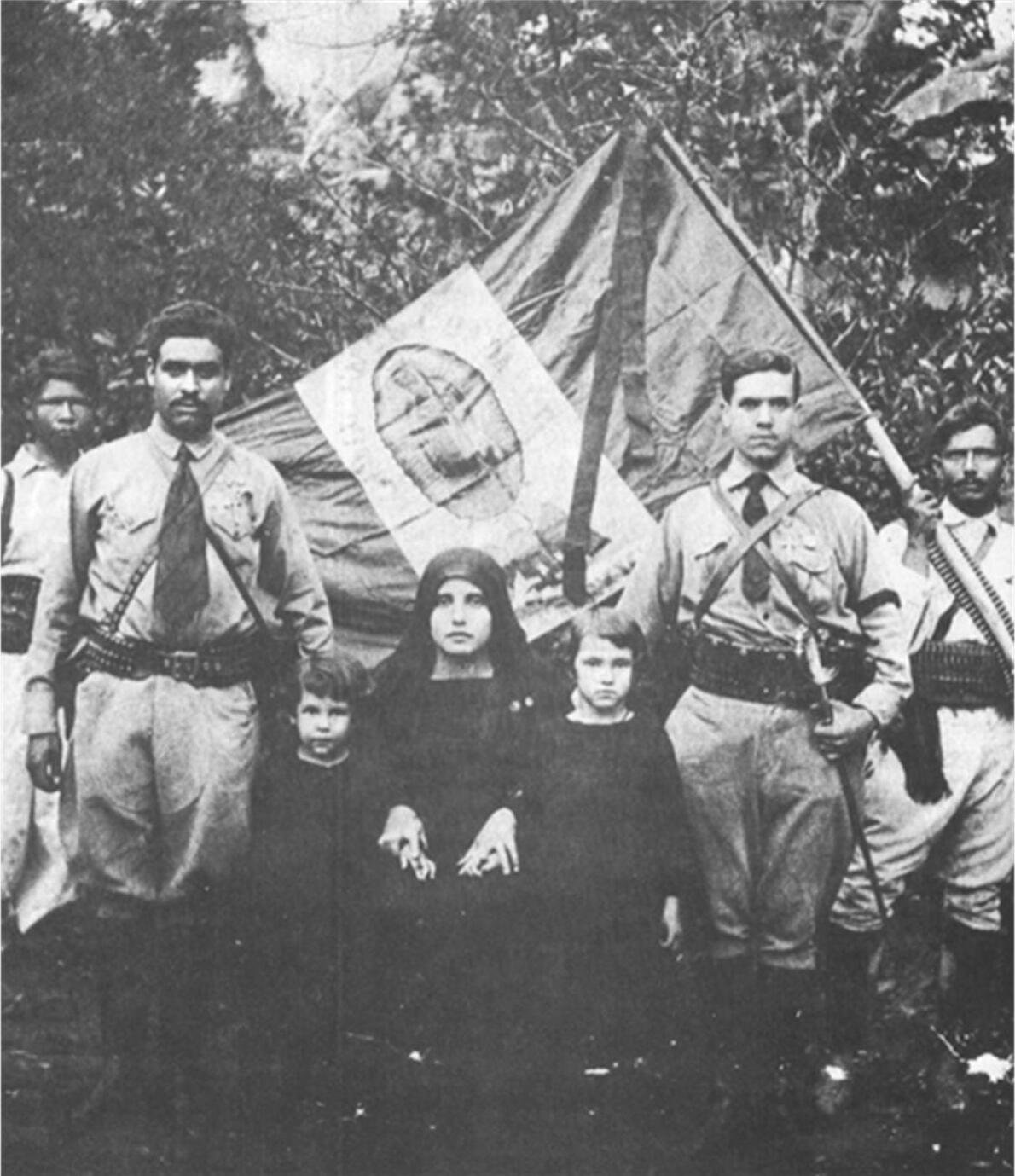
“Castañon”兵团的指挥官们

墨西哥合众国宪法在1916年9月由贝努斯蒂亚诺·卡兰萨召集的制宪议会编写，在1917年2月5日被批准通过。
新宪法以之前1857年由前總統贝尼托·胡亚雷斯设立的宪法为基础。136项条款中有3项（第三，二十七，一百三十条）规定有严格世俗化及政改分離的内容。
第三条的前两个部分为：I.根据第二十四条规定的宗教自由，教育服务应世俗化，因此，需要脱离宗教指引 。II.教育服务需要基于科学的发展，它应与无知，无知的效果，奴役，狂热和偏见作斗争。 第二十七条的第二部分为：所有根据第一百三十条及其派生法律成立的宗教协会，应被授权才可获得，拥有，管理为达成他们目标的必需资产。 
第130条的第一段为：政府和教会为相互分离的实体的历史原则指引此项条款中规定的条例。 教会和宗教团体应根据法律规定成立  。
它同样规定了所有教会和宗教团体强制在国家注册，它还对教士和所有宗教的主持施加了一系列限制（无资格担任公职，无资格代表政党或参选人游说，无资格继承近亲以外的人的遗产等等）。条款也允许州管理每个地区的教士数量——甚至是将数量降至零——和禁止宗教服饰的穿戴和将违法者脱离陪审团审判。贝努斯蒂亚诺·卡兰萨声明他本人反对第三，五，二十四，二十七，一百二十三和一百三十条的最终修订版。
第二十四条为：“每个人应当自由选择和宣称信奉任何宗教信仰，只要它是合法且不会被刑法惩治的。 国会无权颁布法律成立或禁止特定宗教。 公共性质的宗教仪式通常需在寺庙举行。 户外举行的需要接受法律管制。 

## 导致反抗的背景

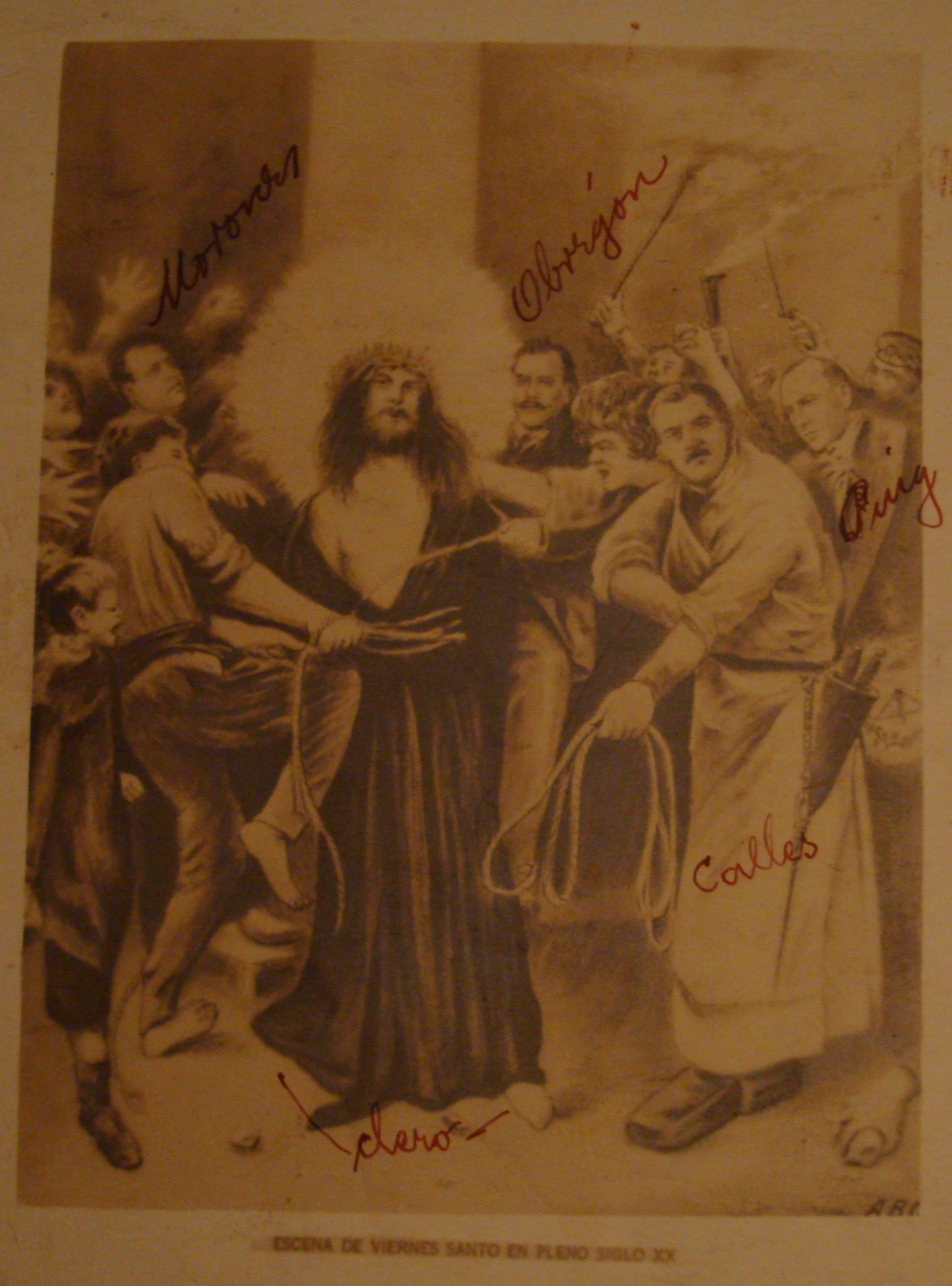
“20世纪中期的耶稣受难日景象”，图片来自墨西哥教士Jesús María Rodríguez的档案这是基督抵抗军常用的海报

1920年代早期，发生了规模有限的暴力事件。1926年，接下来严苛的反教权刑法的通过和这些被称为卡列斯法的施行（以墨西哥总统普鲁塔尔科·埃利亚斯·卡列斯命名）外加天主教影响深重的Bajío地区农民对土地改革的反抗，导致游击行动散播各处了，而后这些行动聚集成为一场严重的反政府武装暴动。天主教和反教权团体转向了恐怖主义。1920年代，墨西哥多个反政府起义中，基督战争最具毁灭性，影响也最为长远。1929年，它最终因Enrique Gorostieta Velarde带领的游击队的战败和外交手段解决。然而，天主教徒的迫害和反政府恐怖袭击持续到1940年代，届时余下的有组织基督军团体合并到了共同统治派（西班牙语：Unión Nacional Sinarquista，英语：Synarchist Party）。
1910年墨西哥革命原本与长期的独裁者波费里奥·迪亚斯作斗争，赞成大量农民对土地的需求。尽管当时大量人民支持天主教会，许多革命领导人受共济会思想启发，持激进的反天主教立场。
弗朗西斯科·馬德羅是迪亚斯被推翻后的第一个革命领导人。馬德羅在1911年11月就任总统，但是最终在1913年被反革命人员维多利亚诺·韦尔塔推翻和处决。刺杀馬德羅后，维多利亚诺·韦尔塔将军夺权，莫雷利亚的大主教Ruiz y Flores发函谴责了这场政变，并且疏远开教会和韦尔塔。代表主教们观点的全国天主教党（National Catholic Party，NCP）报严重抨击韦尔塔，因此，新的政权将NCP主席关押并且中止了报纸的发行。虽然如此，主教和教徒们仍被先前在瓜达卢佩计划下征服了韦尔塔联邦军的革命军将军卡兰萨，維拉和萨帕塔视为韦尔塔的支持者。
卡兰萨是新宪法下的第一任总统，但是在1919年被以前的盟友奧拉爾貢推翻，1920年晚期他继任总统一职。奧拉爾貢有效施行了宪法派生出的世俗主义法律，但是只有在天主教情感最弱的地区才是这样。这种政府與天主教會之间不稳定的“停战协议”，随着1924年精心挑选的无神论者普鲁塔尔科·埃利亚斯·卡列斯的继任而结束。
卡列斯的中央政府所支持的墨西哥雅各宾派，不仅仅是反教权，甚至参与世俗反宗教运动以根绝他们所谓的“迷信”和“狂热”，运动包括亵渎宗教物品，迫害和谋杀教士，和反教权立法。
卡列斯严厉地在全国执行反教权法，并且还加入了他自己的反教权法。1926年6月他签署了“刑法典改革法”，此法俗称“卡列斯法”。该法规定了对违反1917年宪法的教士和个人的特定处罚措施。例如，公共（即在教堂建筑外）穿戴教士服罚款500比索（当时约为250美元）；批评政府的教士可被囚禁五年。一些州颁布了压迫性措施。奇瓦瓦州颁布法律允许只允许一位教士服务本州的全部天主教团体。为了帮助执行法律，卡列斯查封教堂财产，驱逐所有外国教士，关闭修道院，女修道院，和宗教学校。

## 和平抵抗

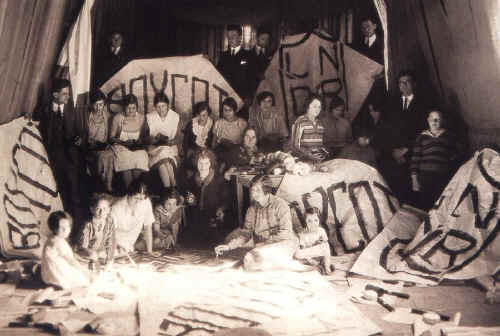
一群男女抗议墨西哥总统普卢塔科·卡列斯的反公共宗教活动的法律

作为回应，天主教會组织开始加强抵抗。这些群体中最为重要的是成立于1924年的全国保卫宗教自由联盟(西班牙语：Liga Nacional Defensora de la Libertad Religiosa)。墨西哥天主教青年协会（成立于1913）和大众联盟也加入其中（Popular Union，成立于1925年的天主教政党）。1926年7月11日，面对卡列斯法，天主教主教们投票暂停了所有公共礼拜仪式。暂停于8月1日开始生效。7月14日，他们支持经济上共同抵制政府的计划，抵制运动在中西部墨西哥（哈利斯科州，瓜纳华托州，阿瓜斯卡连特斯州，萨卡特卡斯州）非常有效。这些地区的天主教徒不再看电影，戏剧和使用公共交通，天主教教徒的教师不再在世俗学校授课。
主教们努力使宪法中侵犯性的条款得到修订。教宗庇护十一世明晰表示许可此计划。卡列斯政府则认为主教们的行为具有煽动性，并且关闭了更多的教会。9月，主教提交了一份修宪提议，但是国会在1926年9月22日予以回绝。

## 暴力升级
1926年8月3日，哈利斯科州瓜达拉哈拉，约400名武装天主教徒藏在瓜达露佩圣母教堂。后来他们参与了一起与联邦士兵的枪战，直到用完弹药后才投降。根据美国领事馆资料，这场战斗导致18人死亡40人受伤。次日，在米却肯州Sahuayo，240名政府士兵袭击了教区教堂。神父及其代牧在随后的暴力事件中被害。8月14日政府人员上演了一场对天主教青年协会（萨卡特卡斯Chalchihuites分会）的清洗，并且处决了他们的精神导师，神父Luis Bátiz Sainz。处决导致了一群农场者围攻了当地财政部门，并且宣布他们参与抵抗。鼎盛时期的抵抗军控制了一片几乎涵盖整个哈利斯科北部的区域。瓜纳华托州彭哈莫市长Luis Navarro Origel，在9月28日领导了另一场起义。他的手下在市镇周围的开阔地被联邦军打败，但是他们撤退到山里继续游击战。
紧接其后，9月29日，杜兰戈州发生一场由Trinidad Mora领导的起义，10月4日，南部瓜纳华托州发生一场由前将军Roldolfo Gallegos领导的抵抗。在开阔地上，他们无法匹敌联邦军和空军，所以这两场反抗运动领导人都采取游击战战术。与此同时，哈利斯科州（尤其是东北地区的瓜达拉哈拉）的反抗者开始悄悄地集结军队。这片地区成为了反抗的中心地点，并由27岁的墨西哥天主教青年协会领导René Capistrán Garza带领。

## 战争爆發

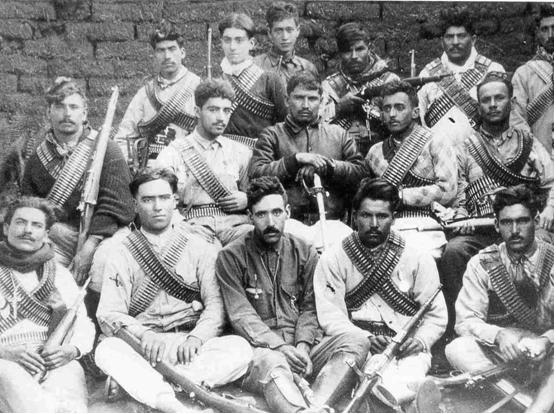
正准备战斗的基督军部队

1927年1月1日新年，随着一封Garza发出的题为A la Nación （致国民）的宣言，反抗正式开始。宣言称“战斗时刻已被宣告”、“胜利时刻属于上帝”。随着宣言发出，自瓜达拉哈拉教堂起义以来看似安静的哈利斯科州爆发了。在瓜达拉哈拉东北部“Los Altos”地区活动的反抗军一般只装配有旧式滑膛枪（鸟铳）和棍棒，他们就这样开始攻占村庄。基督军士兵的战斗口号为¡Viva Cristo Rey!  ¡Viva la Virgen de Guadalupe!  （万岁基督君王！ 万岁圣母瓜达卢佩！ ）。抵抗军少有后勤供应，而且严重依赖圣女贞德的女兵（Las Brigadas Femeninas de Santa Juana de Arco），他们袭击城镇，操练和经营农场以供自己金钱，马匹，弹药和食物。而形成对比的是，战争后期的卡列斯政府得到了美国政府的武器和弹药。至少有一场战斗中，美国飞行员为联邦军提供了空中支援来对付基督抵抗军。
早先，卡列斯政府并未重视威胁。反抗军有效打击了agraristas(从全墨西哥雇来的乡村民兵)和社会防御军（当地民兵），但是初期还是屡屡被镇守重要城市的联邦军打败。此时，联邦军数量为79,759人。哈利斯科联邦指挥官，Jesús Ferreira将军向抵抗军进发时，他如实电告军队总部说“这将谈不上是场战役，不过是打猎罢了。”这种态度同时也是卡列斯所持有的。
然而，大部分之前几乎没有作战经验的抵抗军，却很好地计划了他们的战斗。最为成功的抵抗军领导为Jesús Degollado（药剂师），Victoriano Ramírez（牧场工人），Aristeo Pedroza教士及José Reyes Vega教士。Reyes Vega拥有名望而且红衣主教Davila视他为“黑心刺客”。至少有五个教士拿起武器，而且有许多人以多种方式协助他们。
墨西哥主教从未正式支持这场抵抗，不过抵抗军有暗示他们的事业是合法的。瓜达拉哈拉主教José Francisco Orozco和抵抗军在一起；尽管他公开反对武装起义，不过他也不愿意离开他的教众。
1927年2月23日，基督军在瓜纳华托州圣弗朗西斯科德尔林孔首次打败联邦军，接着又在哈利斯科San Julián获得胜利。然而，面对优越的联邦军，他们很快开始失败，并且因逃离联邦士兵而撤退到偏远地区。哈利斯科州大多数的起义领导层不得不逃去美国，Victoriano Ramírez和神父Reyes Vega则留了下来。四月，基督战争平民部分的领导Anacleto González Flores，被捕并被折磨至死。媒体和政府宣布胜利，并计划在起义区进行重教育运动。
神父Reyes Vega似乎为了证明抵抗运动并未被灭绝，并为González Flores报仇，4月19日，他带头袭击了一列装载有运给墨西哥银行钱币的火车。袭击成功，但是战斗中Reyes Vega的兄弟阵亡。
政府軍的圍堵政策，不但没有压制起义，反而助长了他们，数以千计的人们因为憎恶联邦的残酷手段，开始支援和加入抵抗军。雨季来临时，农民可回去收割，而此时基督军比以往任何时候得到的支持都多。到8月为止，他们已经统一了行动，并持续攻打固守城镇的联邦军队。Enrique Gorostieta是一位全国宗教自由联盟雇来的退休将军，但他不久后将会加入抵抗军。虽然Gorostieta本人是自由主义和怀疑论者，但他最终也在脖子上戴上了十字并公开宣布他对上帝的信赖。
Reyes Vega和Pedroza神父天生就是士兵。Pedroza严格遵从道德且对他的教士誓言非常忠诚。然而，从天主教神学论的观点来看，拿起武器到底是存在问题的。1927年6月21日，第一个基督军女性部队在Zapopan成立。她们以圣女贞德自命为圣女贞德的女兵。此部队开始只有17人，后来拓展到135人。它的任务为为男性战斗人员获得钱币，武器，补给品和情报；同时也照料伤员。时至1928年3月，已有大约一万妇女参加。许多走私去战区的武器都由她们用堆满谷物和水泥的手推车运输。战争结束之时，成员已达2.5万人。
与天主教会和教士关系紧密的de la Torre家族，协助将基督战争运动带领到北墨西哥。此家族起先来自萨卡特卡斯和瓜纳华托州，后到阿瓜斯卡连特斯州，然后在1922年迁到圣路易斯波托西州。他们又因经济原因迁往坦皮科，但最终因卷入宗教和抵抗运动而迁到诺加莱斯逃避当局的迫害（Nogales——既是墨西哥的城市也是边境上接壤的亚利桑那州的同名城市）。 （页面存档备份，存于）
基督军在整个1928年都占上风，而且1929年联邦军面临一场新的危机：韦拉克鲁斯州的军队中发生了一场由Arnulfo R. Gómez领导的叛乱。3月下旬，基督军试图以此为契机攻打瓜达拉哈拉。攻击失败，但是4月19日反抗军成功夺得特帕蒂特兰。Vega神父阵亡。军事抵抗运动变得势均力敌，基督军队很快就面临着他们军队内部的分歧。6月2日，Gorostieta被联邦巡逻队伏击杀害。然而，此刻抵抗军已有5万人处于备战状态，并且似乎摆出一副长期抵抗的姿态。

## 外交和起义

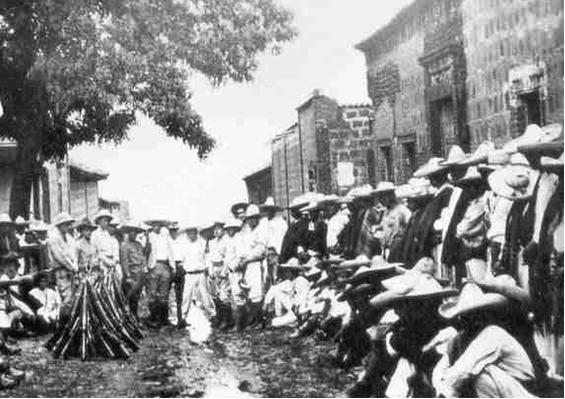
基督军

1927年10月，当时的美国驻墨西哥大使为Dwight Whitney Morrow。他提出了一系列与卡列斯总统的早餐会议，并在此讨论一系列从宗教起义到石油和灌溉的问题。这使他在美国报纸上得了“火腿鸡蛋外交官”的绰号。既为地区安全，也为帮助解决美国的石油问题，Morrow希望冲突停止。来自全国天主教福利会的John J. Burke神父在这方面帮助了Morrow。卡列斯任期即将结束——前总统奧拉爾貢被选为总统，并计划于1928年12月1日就任。
虽然奧拉爾貢之前在他的任期内对天主教徒比较宽大，但是墨西人，包括基督军普遍认为卡列斯是他的傀儡领导人。
选举两周后，奧拉爾貢被天主教激进分子José de León Toral刺杀，此事严重损害了和平进程。
1928年9月，国会任命Emilio Portes Gil为代理总统，并将在11月举行一次大选。Portes对待教会比卡列斯开放，允许Morrow和Burke重新开启和平提议。5月1日，Portes告诉外国通讯记者说“天主教教士，只要愿意，可以重新举行宗教仪式活动，只有一个条件，他们要尊重本国的法律”。次日，流亡大主教Leopoldo Ruíz y Flores发布一条声明，主教们将不会要求撤销法律，只需要它们较为仁慈地施行。1929年6月21日，Morrow促成使双方达成一致。他的办公室起草了一份协定称为arreglos （意为安排），内容为允许在墨西哥的礼拜继续，并对天主教徒让出三项权利：只有被高阶人员任命的教士需要登记，可以在教堂内进行宗教教育（但是不能在学校），所有公民，包括教士，可以请求改革法律。不过，协议中最重要的部分为，教会恢复使用财产的权利，教士恢复在这些财产中生活的权利。法律意义上说，教会不允许拥有房地产，其先前的设施依然属于联邦资产。不过，教会实际掌握着这些资产。这对双方都是合适的安排，而教会表面上也终止了对反抗军的支持。
过去的两年之中，因除了宗教态度之外原因而敌视联邦政府的反教权官员也加入了反抗军之列。政府和教会之间协定公开之时，只有一小部分反抗军归家，这些人主要是感到他们已经取得战争胜利。另一方面，由于反抗军并未参与会谈商议，许多人感到被出卖，而且一些人继续战斗。教会以逐出教会来威胁抵抗军，抵抗运动也慢慢地消散。担心遭到以叛徒身份被审判的官员试图继续维持抵抗。但是企图失败，许多人被捕和射杀，其他人则逃到圣路易斯波托西州，并在那里得到了Saturnino Cedillo将军的庇护。
1929年6月27日，墨西哥教堂的钟声几乎是三年里的第一次响起。战争已经夺去了9万人的生命：联邦方面56,882人，基督军30,000人，不计其数的平民以及战后反教权突击中死去的基督军。如Portes Gil所承诺的那样，卡列斯法继续在书面上保留，但联邦不会试图有组织地施行。然而，一些地方官员自我阐释法律，继续迫害天主教教士。
1992年，墨西哥政府 （页面存档备份，存于）通过修宪正式给予所有本国宗教团体合法身份，出让给他们有限财产权，并解除教士人员的限制。教廷與墨西哥政府的關係全面正常化，自1857年以來雙方方首次互派駐大使。

## 现今
墨西哥宪法禁止户外礼拜，除非特别情况下，户外礼拜一般需要政府许可。宗教组织不允许有印刷及电子媒体的销售，广播宗教仪式需要政府许可，教士不可成为政治参选人或者担任公职。
尽管有余下的反教权条款，它们都没有真正实施，天主教会享有政府所给予非常大的自由和人们献来的供奉，這是過去從來沒有的。

## 战争余波
很多事件中政府非但没遵守，反而违背了休战条款，它处决了大约500名基督军领导人和5,000名基督军士兵。
卡列斯坚持要求教育由国家垄断，压制所有天主教教育并将世俗教育带入天主教会，这些是停战协议后对天主教徒的特定侵犯。卡列斯说：“我们必须进入和掌控儿童的心灵，年轻人的心灵。”卡列斯政府军事迫害天主教徒的行为在1935年后受到左倾社会主义总统拉萨罗·卡德纳斯和国会的官方谴责。
1935和1936年间，卡德纳斯逮捕了卡列斯和许多他的亲信，并马上将他们流放，卡列斯的統治結束。礼拜自由不再受到压迫，不过有些州仍然拒绝撤销卡列斯的政策，卡德纳斯任期内，政府与天主教会的关系得到改善。
然而，政府对天主教会的不尊重直到1940年，热心信仰天主教的总统Manuel Ávila Camacho就任，才有所缓和。墨西哥的教堂建筑仍然属于墨西哥政府而国家关于天主教会的政策仍然归属联邦管辖。Camacho的治理下，对教堂的禁令虽然在全国或个别州有要求，但不再在墨西哥任何地方执行。
战争对天主教会的影响深远。1926年至1934年间，至少40个教士被害。抵抗运动之前有4,500位教士服务人们，但是到1934年为止，只有334位教士得到政府许可来服务1.5千万人。其余人则因移民，驱逐和暗杀而被消除。1935年为止，17个州已经完全没有教士。
基督战争的结束影响到了去往美国的移民。“他们被打败之后，许多基督军逃到美国（据某些人统计达到了墨西哥人口的5％）。许多人走到洛杉矶，在那里寻得当时主管洛杉矶—圣地亚哥教区的主教John Joseph Cantwell的庇护。”在主教Cantwell的赞助下，洛杉矶的基督军难民形成了一个人数众多的社区，并在1934年全城举行了一场约有4万人之众的游行。

## 基督战争圣人

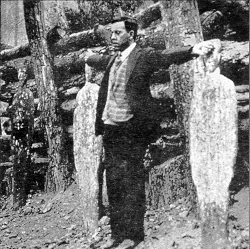
被错误地指控炸弹袭击，真福蒲弥格神父被逮捕和行刑队枪决下令开火前，他展开双臂作十字状

天主教教会认定了多个在基督战争抵抗运动中牺牲的人为殉道者，其中包括真福蒲弥格神父，他被行刑队于1927年11月23日处决，然而却未得到审判，枪决原因是捏造出的参与刺杀前总统Álvaro Obregón的指控，但实际是因为他的神職活动挑战了政府权威。他的宣福礼于1988年举行。
2000年5月21日，教宗若望保禄二世封25位殉道者为圣人。他们于1992年11月22日被册封为真福者。这群人中有22名在俗教士和三名一般信徒。他们并未拿起武器但是拒绝离开他们的教众和圣职，结果被政府军枪杀或者吊死（提供圣礼）。大多数人被联邦军处决。虽然Pedro de Jesús Maldonado在战后1937年被杀，他也被认为是基督军和圣徒之一。 （页面存档备份，存于） （页面存档备份，存于） （页面存档备份，存于）
Luis Bátiz Sainz神父是Chalchihuites地区的教区神父，也是哥伦布骑士会成员。他对圣体圣事的忠诚和殉道祷文为人所知：“主啊，我想成为殉道者；纵然我是你卑微的仆人，我也想为你的名字一滴滴地流出我的血。 ” 1926年，教堂关闭前不久，他因与准备武装起义的全国宗教自由联盟的关系而被控告为一名反政府共谋者。8月14日，一队士兵突袭他的私人住所并将他逮捕。他们将他和其他三名墨西哥天主教青年协会的青年一同处决，据说他没有得到审判的权利。
2005年11月20日，天主教会宣布了另外13名反教权政权的受害者为殉道者，这为他们的宣福礼铺下道路。这些人大多数是平信徒，其中一名为14岁的José Sánchez del Río。同日，瓜达拉哈拉哈利斯科体育馆内，红衣主教José Saraiva Martins主持宣福礼仪式。

## 社会主义教育和反乡村教师事件
如上文提及，卡列斯法在卡德纳斯任职总统后被撤销。卡德纳斯得到了庇护教宗的尊重，且与墨西哥大主教Luis María Martinez成为朋友，Martinez是墨西哥天主教会中的大人物，他成功和平地劝导墨西哥人遵守政府法律。尽管Saturnino Cedillo对教会给予给多自由，教会仍拒绝支持此叛乱者的反卡德纳斯运动。
卡德纳斯政府（1934-1940）继续在教育领域上压制宗教。1934年10月，国会修改了宪法中的第三项条款，加入了如下引文：“国家赋予的教育应为社会主义教育，并且，除了摒除所有宗教信条外，还应通过给青年以对宇宙和社会生活的确切理性观念，来组织教导和活动，与狂热和偏见作斗争。 ”此修正案将会被以后的总统Manuel Ávila Camacho宣布无效，并在1946年正式从墨西哥宪法中废除。宪法对教会的禁令在Camacho的任期内将不会在任何地方执行。
对社会主义教育的促进行为在一些学术界和之前基督军控制的地区遭到了强烈反对。
教宗庇护十一世在1937年3月28日发布通谕Firmissimam Constantiam表达了他对“不虔诚和堕落的学校”（第22段）的反对和他对墨西哥天主教行动的支持。这是庇护十一世发出关于墨西哥宗教状况的第三和最后一封通谕。
许多之前和基督军有联系的人再次拿起武成为独立叛军，他们由其他天主教徒追随，但在此时，手无寸铁的教师成了和独立叛军相关暴行的主要目标之一。政府支持者马上谴责了这些基督运动的人。
乡村教师没有拿起武器，但是他们中个别人拒绝离开学校和社区，于是被切掉了耳朵。这就是被害且尸体同时又被侮辱的教师在墨西哥被称为maestros desorejados（没有耳朵的教师）的原因。
某些极其恶性的事件中，教师被前基督抵抗军折磨和杀害。据统计，1935到1939年间，大约有300名乡村教师以此种方式被害，而另有其他人统计至少有223名教师是1931到1940年暴行的受害者，其中包括在普埃布拉Teziutlán城中（此城为后来总统曼努埃尔·阿维拉·卡马乔的家乡）对Carlos Sayago，Carlos Pastraña和Librado Labastida的暗杀行为；教师Carlos Toledano被活活烧死在韦拉克鲁斯的Tlapacoyan；在米却肯州至少有42名教师被动用私刑处死：Contepec的J. Trinidad Ramírez，Apatzingan的Pedro García，Huajumbaro的Juan Gonzalez Valdespino，伊達爾戈城的José Rivera Romero，Tacambaro的María Salud Morales；以及其他人。叛军的暴行及相关反乡村教师的天主教徒遭到天主教耶稣会运作的伊比利亚美洲大学发布的文章和书的批评。

## 哥伦布骑士会及三K党
美国和许多新成立的墨西哥哥伦布骑士会反对墨西哥国家性的迫害。迄今为止，有9位宣福或封圣的人为骑士会成员。美国骑士会募集超过一百万元来帮助来自墨西哥的流亡者，继续为被驱逐的神学校学生提供教育，和告知美国公民关于压迫的事情。他们派发了五百万分传单来告知美国人关于这场战争，并举行数百场演说和通过无线电传播消息。除了培养公众知悉情况，此会还会见了美國總統卡尔文·柯立芝以敦促干预墨西哥的压迫。
据哥伦布骑士会最高骑士Carl A. Anderson所说，当时墨西哥有三分之二的天主教议会被政府关闭。骑士会对此发行了海报和杂志将基督军士兵列为正义的典范。
美国三K党高级成员在1920年代中期给卡列斯提供了1万元帮助打击教会。骑士会秘密提供一组基督抵抗军1千元购买武器弹药的金融资助之时，给卡列斯的那份资金也随之而来。此事发生之前卡列斯曾发送私人电报给墨西哥驻法国大使Sr. Alberto José Pani Arteaga，内容中说到：“…墨西哥的天主教教会是一场政治运动，必须被消灭才能继续运作免受愚弄人民的宗教催眠术影响的社会主义政府…一年内，没有教堂的圣礼，人们便会忘记信仰… ”

## 基督军战歌
一位在世的基督军，Juan Gutiérrez回忆基督军赞歌时用的是西班牙皇家进行曲的曲调。
西班牙语
La Virgen María es nuestra protectora y nuestra defensora cuando hay que temer
Vencerá a todo el demonio gritando "¡Viva Cristo Rey!" (x2)
Soldados de Cristo: ¡Sigamos la bandera, que la cruz enseña el ejército de Dios
Sigamos la bandera gritando, "¡Viva Cristo Rey!"
译文（译自英文维基百科）
我们恐惧时，圣母玛利亚就是我们的保卫者和守护者
随着一声“基督君王万岁”，她便使所有恶魔退散! (x2)
基督的战士们，让我们跟随这面旗帜，因为它的十字表示神的军队
让我们跟随这面旗并宣告，“基督君王万岁!”

## 其他观点
法国历史学家和研究人员Jean Meyer认为，基督军士兵是试图抵抗来自现代资产阶级及其革命，城市精英，和富人这一类想压迫天主教信仰的人的高压的西部农民。

## 流行文化
- 胡安·鲁尔福的著名小说《佩德罗·巴拉莫》就以西北部墨西哥的基督战争为背景。
- 格雷厄姆·格林的小说《权力与荣耀（英语：The Power and the Glory）》的背景就设为这个时期。
- B·塔文的小说《马德雷山脉的宝藏》（又译《碧血金沙》）中有一较长部分就是专门写这段被他称为“强盗基督徒”的历史。虽然小说发生的时间和这场抵抗相同，不过，由这部小说制成的同名电影中，没有提及基督军。
- 电影《For Greater Glory》（《更大的辉煌》）在2012年上映，展现了基督战争中多个关键人物的斗争和胜利。
- 许多基于史实有关这场战争的电影，短片，纪录片自1929年以来就开始出现。[77]其中包括：

1. El coloso de mármol  (1929)[78]
2. Los cristeros  (或称Sucedió en Jalisco ) (1947)[79]
3. La guerra santa  (1979)[80]
4. La cristiada  (1986)[81]
5. Cristeros y federales  (2011)[82]
6. Los últimos cristeros  (或称The Last Christeros ) (2011)[83]
7. Cristiada  (或称For Greater Glory ) (2012年6月1日上映)[84]

## 延伸阅读
- Bailey, David C. Viva Cristo Rey! The Cristero Rebellion and the Church-State Conflict in Mexico (1974); 376pp; a standard scholarly history
- Ellis, L. Ethan. " Dwight Morrow and the Church-State Controversy in Mexico," Hispanic American Historical Review  (1958) 38#4 pp. 482-505 in JSTOR （页面存档备份，存于）
- Espinosa, David. "'Restoring Christian Social Order': The Mexican Catholic Youth Association (1913-1932)," The Americas  (2003) 59#4 pp. 451-474 in JSTOR （页面存档备份，存于）
- Jrade, Ramon. "Inquiries into the Cristero Insurrection against the Mexican Revolution," Latin American Research Review  (1985) 20#2  pp. 53–69 in JSTOR （页面存档备份，存于）
- Meyer, Jean.  The Cristero Rebellion: The Mexican People between Church and State, 1926–1929 .  Cambridge, 1976.
- Miller, Sr. Barbara. "The Role of Women in the Mexican Cristero Rebellion: Las Señoras y Las Religiosas," The Americas  (1984) 40#3 pp. 303-323 in JSTOR （页面存档备份，存于）
- Purnell, Jenny.  Popular Movements and State Formation in Revolutionary Mexico: The Agraristas and Cristeros of Michoacan .  Durham: Duke University Press, 1999.
- Tuck, Jim. The Holy War in Los Altos: A Regional Analysis of Mexico's Cristero Rebellion . University of Arizona Press, 1982. ISBN 0-8165-0779-1

史学
- Mabry, Donald J. "Mexican Anticlerics, Bishops, Cristeros, and the Devout during the 1920s: A Scholarly Debate," Journal of Church and State (1978) 20#1, pp. 81–92. online （页面存档备份，存于）

小说内容
- Luis Gonzalez – Translated by John Upton. San Jose de Gracia: Mexican Village in Transition ISBN 978-0-292-77571-8 (historical novel), Austin, TX: University of Texas Press, 1982.
- Greene, Graham. The Power and the Glory(novel). New York: Viking Press, 1940 (as The Labyrinthine Ways ).

西班牙语内容
- De la Torre, José Luis. De Sonora al Cielo: Biografía del Excelentísimo Sr. Vicario General de la Arquidiócesis de Hermosillo, Sonora Pbro. Don Ignacio de la Torre Uribarren (Spanish Edition) （页面存档备份，存于）

网页
- Potter, Gary. Valor and Betrayal – The Historical Background and Story of the Cristeros  （页面存档备份，存于） at Catholicism.org.